# Hrabstwo Kent (Rhode Island)

Piramida wieku hrabstwa

Hrabstwo Kent – hrabstwo (ang. county) w stanie Rhode Island w USA. Populacja wynosi 167 090 mieszkańców (stan według spisu z 2000 r.).
Powierzchnia hrabstwa wynosi 487 km². Gęstość zaludnienia wynosi 379 osób/km².

## Miasta
- Greene (CDP)
- Coventry
- East Greenwich
- Warwick
- West Greenwich
- West Warwick